# برای کریسمس میخوامت
«برای کریسمس میخوامت» تک‌آهنگی از هنرمند اهل رومانی اینا است. این تک‌آهنگ در آلبوم داغ (آلبوم اینا) قرار داشت.